# 1973 v letectví
Tento článek obsahuje seznam událostí souvisejících s letectvím, které proběhly roku 1973.

## Události

### Leden
- 12. ledna – Phantomy US Navy dosahují svého 197. a posledního vzdušného vítězství ve vietnamské válce
- 15. ledna – poslední nálet provedený B-52 Stratofortress během vietnamské války

### Únor
- 19. února – Let Aeroflot 141, nehoda na letišti Praha-Ruzyně, při které zemřelo 66 lidí

### Červen
- 3. června – První sériový kus nadzvukového dopravního letounu Tupolev Tu-144 havaruje během ukázkového letu na Pařížské letecké show. Umírá všech 6 členů posádky a 8 lidí na zemi.

### Srpen
- 15. srpna – poslední mise USAF nad Kambodžou

### Říjen
- 6. října – Egypt a Sýrie podnikají letecké útoky na Izrael a začínají tak válku Jom Kippur. Konflikt bude trvat 18 dní.

### Listopad
- 24. listopadu – zemřel Nikolaj Iljič Kamov, šéfkonstruktér sovětské konstrukční kanceláře Kamov specializované na výrobu vrtulníků (zejména s koaxiálním rotorem).[1]

## První lety

### Leden
- 4. ledna – Gates Learjet 26, N26GL

### Duben
- 10. dubna – Boeing T-43, 71-1403
- 17. dubna – PZL-106 Kruk

### Květen
- 11. května – Dassault Falcon 30, F-WAMD
- 30. května – WSK-Mielec M-15 Belphegor [2]

### Červen
- IAI Kfir

### Červenec
- 26. července – Sikorsky XH-59A, 71-1472

### Srpen
- 5. srpna – Trident Trigull, CF-TRI-X
- 21. srpna – Aerosport Scamp
- 22. srpna – Learjet 35

### Září
- 25. září – MBB Bö 106, D-HDCI

### Říjen
- 8. října – RFB Fanliner, D-EBFL
- 26. října – Dassault-Breguet/Dornier Alpha Jet

### Listopad
- 23. listopadu – AIDC T-CH-1

### Prosinec
- 23. prosince – Aero Boero 260AG